# Уильямс, Брандон
Бра́ндон Пол Бра́йан Уи́льямс (англ. Brandon Paul Brian Williams; родился 3 сентября 2000, Манчестер) — английский футболист, защитник.

## Клубная карьера
Воспитанник Академии «Манчестер Юнайтед». Может сыграть на позициях крайнего правого или левого защитника.
В основном составе «Юнайтед» Уильямс дебютировал 25 сентября 2019 года в матче Кубка Английской футбольной лиги против «Рочдейла», выйдя на замену Филу Джонсу. 3 октября 2019 года Брандон впервые вышел в стартовом составе «Юнайтед» в матче Лиги Европы против нидерландского клуба «АЗ». 20 октября 2019 года дебютировал в Премьер-лиге, выйдя на замену в концовке матча против «Ливерпуля». 24 ноября 2019 года забил свой первый гол в Премьер-лиге в матче против «Шеффилд Юнайтед», который завершился вничью со счётом 3:3. В начале августа 2020 года подписал новый контракт с «Манчестер Юнайтед» до 2024 года с опцией продления ещё на год.
23 августа 2021 года отправился в аренду в клуб «Норвич Сити» до конца сезона 2021/22. 24 августа 2021 года дебютировал в основном составе «Норвич Сити» в матче Кубка Английской футбольной лиги против «Борнмута».
24 августа 2023 года отправился в аренду в клуб Чемпионшипа «Ипсвич Таун». 26 августа Уильямс дебютировал за команду, появившись на поле в игре с «Лидс Юнайтед».
Летом 2024 года покинул «Манчестер Юнайтед» в качестве свободного агента.

## Карьера в сборной
В сентябре 2019 года дебютировал в составе сборной Англии до 20 лет. В октябре 2020 года провёл одну игру за сборную Англии до 21 года.

## Статистика выступлений
Данные обновлены 23 сентября 2023 года
| Клуб                 | Сезон            | Лига | Лига | Кубок Англии | Кубок Англии | Кубок лиги | Кубок лиги | Еврокубки | Еврокубки | Прочие | Прочие | Итого | Итого |
| Клуб                 | Сезон            | Игры | Голы | Игры         | Голы         | Игры       | Голы       | Игры      | Голы      | Игры   | Голы   | Игры  | Голы  |
| -------------------- | ---------------- | ---- | ---- | ------------ | ------------ | ---------- | ---------- | --------- | --------- | ------ | ------ | ----- | ----- |
| Манчестер Юнайтед    | 2019/20          | 17   | 1    | 6            | 0            | 5          | 0          | 8         | 0         | 0      | 0      | 36    | 1     |
| Манчестер Юнайтед    | 2020/21          | 4    | 0    | 2            | 0            | 2          | 0          | 6         | 0         | 0      | 0      | 14    | 0     |
| Манчестер Юнайтед    | Итого            | 21   | 1    | 8            | 0            | 7          | 0          | 14        | 0         | 0      | 0      | 50    | 1     |
| Норвич Сити (аренда) | 2021/22          | 26   | 0    | 2            | 0            | 1          | 0          | −         | −         | −      | −      | 29    | 0     |
| Норвич Сити (аренда) | Итого            | 26   | 0    | 2            | 0            | 1          | 0          | −         | −         | −      | −      | 29    | 0     |
| Ипсвич Таун (аренда) | 2023/24          | 5    | 0    | 0            | 0            | 1          | 0          | −         | −         | −      | −      | 6     | 0     |
| Ипсвич Таун (аренда) | Итого            | 5    | 0    | 0            | 0            | 1          | 0          | −         | −         | −      | −      | 6     | 0     |
| Всего за карьеру     | Всего за карьеру | 52   | 1    | 10           | 0            | 9          | 0          | 14        | 0         | 0      | 0      | 85    | 1     |